# Concatedral de Santa Catalina (Bertinoro)
La Concatedral de Santa Catalina o simplemente Catedral de Bertinoro (en italiano: Concattedrale di S. Caterina) Es una catedral católica en Bertinoro en la provincia de Forlì-Cesena, Italia. Está dedicada a Santa Catalina de Alejandría. Antiguamente la sede de los obispos de Bertinoro, ahora es una concatedral en la diócesis de Forlì-Bertinoro.
El primer edificio religioso dedicado a Santa Catalina en el sitio fue un pequeño oratorio, demolido a finales del siglo XVI y reconstruido como la actual catedral en estilo bramantesco por orden del obispo Giovanni Andrea Caligari; en el siglo XVII. En su posición final se construyó en el Palazzo Comunale, porque se creyó que éste estaba a punto de ser demolido debido a su inestabilidad, cosa que sin embargo no sucedió.

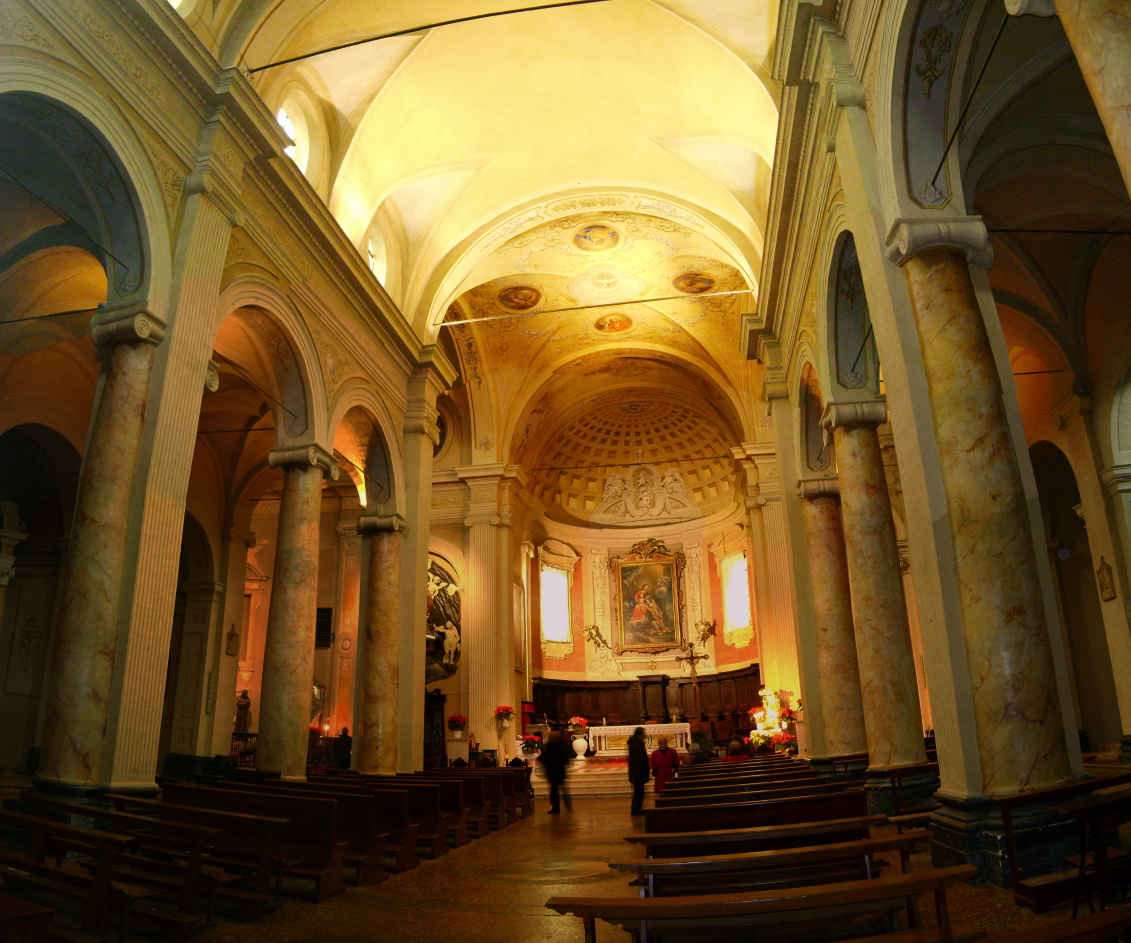
Vista interna